# 點擊欺詐
- 關於所有網路廣告指標的欺詐行為，請見「廣告欺詐」。
- 關於網路詐騙行為，請見「詐騙」。

點擊欺詐（Click fraud）是一種發生於每點擊付費的網路廣告的欺詐行為。在這個形式的廣告行為中，點擊網站上的廣告越多，協助發布廣告的網站的擁有者們獲得的收益也就越多。欺詐行為是指由對廣告內容其實並無興趣的人點擊了內容，如欺詐者或自動程式模擬網路用戶的廣告點擊行為。或是欺詐者製造欺騙性內容、電腦病毒使得真人用戶、用戶的電腦為欺詐者製造了點擊數。點擊欺詐是一個不斷攀升的爭議性議題，針對网络广告代理商以及發佈廣告的網站是欺詐行為的受益方的訴訟也越來越多。
身為媒體事業家以及記者的約翰·巴特利形容點擊欺詐完全是存心的的惡意行為，廣告平台的作為根本是｢黑帽駭客做法」，他們雇用低價勞工以及機器人去不停地點擊網站上的AdSense廣告，從而為廣告平台以及Google賺取金錢。

## 非合約方
點擊欺詐的次要來源是沒有加入每點擊付費合約的人，這些人十分難以管控，因為他們無法被依違反合約起訴，例如：
- 廣告主的競爭對手：這些人可能會希望以透過廣告點擊使競爭對手必須付費的方式消耗對手。
- 廣告平台的競爭對手：這些人可能想使對手的廣告平台被認為在從事點擊欺詐而信譽受損，如果因此被廣告主斷絕聯繫，許多十分依賴廣告收入的平台都會受到重創。
- 其他惡意意圖：對於破壞者們來說，他們就算無法獲得任何利益也會想要任何一方都受到損害，這經常涉及政治及私人恩怨，通常這些案件是最難以處理的，除了難以找到罪魁禍首之外，能對他們採取的合法手段也十分稀少
- 廣告平台提供者的親友：有時候廣告平台主的親友會想透過幫忙點擊廣告來｢贊助」平台主，但是這可能會害平台主被指控進行了點擊欺詐。

廣告網路無法阻止所有的點擊欺詐，因為很難判斷欺詐行為是否為平台主所為，常常發生平台主們不願為非自己所為的點擊欺詐退回款項，但是廣告主們也堅持不想為了虛假點擊付費。

## 組織性點擊欺詐
除了平台主個人的點擊欺詐案件之外，許多大規模點擊欺詐也正在發生。想從事大規模點擊欺詐的人通常會使用模擬人類行為的自動程式去點擊網頁上的廣告，然而這些點擊看起來都像是來自同一個人、少量的電腦或是同一個地區，對於廣告主和廣告網路來說會十分可疑，若想從事大規模點擊欺詐，只有一台電腦的話會很容易被發現。
一種規避透過IP特徵偵測點擊欺詐的機制的方法是將現有的用戶流量轉換成點擊和曝光（impression）。欺詐者可以透過放置十分微小且一直重新載入的廣告以達到對用戶偽裝的效果，並且和廣告主保證所謂的「網頁爬蟲」瀏覽的都是正常的網頁，而呈給用戶點擊欺詐用的網頁。
細小廣告以及其他利用用戶的技術還能與透過獎勵製造的流量併用，像是「有償閱讀」（Paid to Read）網站的會員在瀏覽網站或點擊關鍵字的時候能得到少量的錢，而有些有償閱讀網站的管理者也是每點擊付費的會員，他們可能會給經常搜尋的人寄特別多的廣告郵件，因為關鍵字的每點擊付費常常是網站的唯一收入。這被稱為強迫搜尋，是一個在線上有償購買用戶行為的產業中不被贊同的行為。
組織性的點擊欺詐可以透過使用非常多的電腦組成犯罪網路從而使虛假流量的來源顯示在許多位置。由於自動程式仍然無法完全模擬用戶行為，點擊欺詐網路可能會透過感染他人組成殭屍網路或是域名伺服器快取汙染等方法使得一般用戶在不知情的情況下為他們製造收入。廣告主、廣告網路以及警察將會十分難以追查散布在各個國家的點擊欺詐網路。
曝光數欺詐是被用於拉低對手的廣告排序，當競爭對手的廣告點擊率過低的時候，他們就有可能受到懲罰，廣告可能會遭到替換，使得出價較低的廣告得以被換上。

## 操縱有機搜尋結果
影響一個網頁在有機搜尋中的排名的一個重要因素就是點擊率，計算方法是將點擊數除以曝光數，也就是說將一個搜尋結果被點擊的次數除以搜尋結果被展示的次數。
和每點擊付費欺詐相反，想要報復你的競爭對手透過購買殭屍網路服務或是低價勞力以產生虛假點擊時，點擊率欺詐的目的就是將競爭對手的點擊率降低，從而不斷地拉低他們的網站在搜尋引擎最佳化中的排名。
更壞的點擊率欺詐者或許還會在削弱對手的同時提升自己網站的排名，或是與他的政治立場有關的內容的排名等。我們對於這個問題上演的規模還不清楚，但很明顯有許多網站開發者十分在意網站在分析工具上的指標。